# Calyptranthes heterochroa
Calyptranthes heterochroa är en myrtenväxtart som beskrevs av Ignatz Urban. Calyptranthes heterochroa ingår i släktet Calyptranthes och familjen myrtenväxter. Inga underarter finns listade i Catalogue of Life.